# I Kissed a Girl (Хор)
«I Kissed a Girl» (рус. Я поцеловала девушку) — седьмой эпизод третьего сезона американского музыкального телесериала «Хор», показанный телеканалом Fox 22 ноября 2011 года. В эпизоде становятся известны результаты сразу двух выборов, а Сантана совершает каминг-аут. Название — отсылка к одноимённой песне певицы Кэти Перри, кавер-версия которой во второй раз была исполнена в сериале. Помимо неё, были исполнены кавер-версии ещё пяти песен, которые были выпущены в качестве синглов посредством цифровой дистрибуции. Серию посмотрели 7,9 млн зрителей, что на 100 тыс. больше, чем предыдущую, «Mash Off».

## Сюжет
Директор Фиггинс (Икбал Теба) намеревается отстранить Сантану (Ная Ривера) от участия в отборочных из-за того, что она ударила Финна (Кори Монтейт). Финн решает добиться честной конкуренции: чтобы и «Ходячие неприятности», и «Новые горизонты» выступили в полных составах, он отказывается от своих обвинений, но взамен просит Сантану на время присоединиться к их хору, чтобы они могли показать, как они её поддерживают. Блейн (Даррен Крисс) и Курт (Крис Колфер) поют для неё «Perfect», что не особенно впечатляет Сантану, а Финн — «Girls Just Want to Have Fun», после чего они мирятся.
Курт признаётся Рейчел (Лиа Мишель), что сомневается в своих шансах выиграть выборы президента старших классов. Он всерьёз думает о том, чтобы подтасовать результаты, иначе его шансы на поступление в Нью-Йоркскую Академию Драматических Искусства равны нулю.
Пак (Марк Саллинг) поёт Сантане «I’m the Only One», но большую часть песни смотрит на Шелби Коркоран (Идина Мензель), что также замечает Куинн (Дианна Агрон). Она требует у него объяснений и пытается соблазнить его, но получает отказ. Позже Шелби звонит Паку и сообщает, что Бет попала в больницу. Пак приезжает, чтобы поддержать Шелби, но всё заходит ещё дальше — несмотря на отказ встречаться с ним, они проводят ночь вместе. Шелби говорит, что это была ошибка, и ему лучше уйти. Разозлённый Пак отправляется к Куинн, где та снова пытается соблазнить его и намекает, что хочет завести второго ребёнка. Он рассказывает ей, что переспал с Шелби, и просит Куинн перестать быть той, кем она не является, притворяясь, что хочет второго ребёнка.
Рейтинг Сью Сильвестр (Джейн Линч) падает из-за кампании её конкурента, который использует слухи о нетрадиционной ориентации Сантаны. Сью решает выделиться, и делает вид, что отбивает Кутера Менкинса (Эрик Браскоттер) у Шэннон Бист (Дот Джонс). Кутер признаётся, что хоть ему и нравится Шэнон, она слишком закрыта, и он потерял надежду. Шэнон поёт «Jolene», признаётся Кутеру в любви и говорит, что так просто не отдаст его Сью. Сью занимает третью строчку на выборах в конгресс, а Барт Хаммел (Майк О’Мэлли) — выигрывает.
После выхода рекламной кампании об ориентации Сантаны узнаёт вся школа. Её пытается соблазнить школьный спортсмен, говоря, что хочет сделать её «нормальной». За неё вступаются девушки «Новых горизонтов» и «Ходячих неприятностей»; они поют «I Kissed a Girl». Сантана сообщает, что призналась родителям, и они восприняли её каминг-аут нормально. Вечером она пытается поговорить с бабушкой, которая всю жизнь являлась для неё примером, но та реагирует противоположным образом, заявив, что Сантана стала причиной позора семьи. Она велит ей уходить и никогда не возвращаться к ней.
Между тем Фиггинс приглашает Курта в свой кабинет, где сообщает, что он одержал победу с отрывом в 190 голосов. Однако это невозможно, так как количество бюллетеней превышает количество проголосовавших студентов. Курт уверяет, что он не жульничал, хоть и думал об этом. Фиггинс аннулирует результаты Курта; победа достаётся Бриттани (Хизер Моррис). Курт расстроен, что не получил главную роль в «Вестсайдской истории», а теперь и проиграл на выборах, а значит, место в Нью-Йоркской Академии ему не светит. Рейчел признаётся, что это она подбросила лишние бюллетени, так как не могла позволить Курту проиграть.
В финале Сантана поёт «Constant Craving» для Бриттани вместе с Шелби и Куртом. Курт всё-таки решает отправить вступительное заявление в Нью-Йорк, а Рейчел отправляется к Фиггинсу и признаётся, что подтасовала результаты. По окончании песни она сообщает хористам, что отстранена на неделю с занесением в личное дело и запретом участвовать в отборочных соревнованиях.

## Создание
Съёмки серии начали 13 октября 2011 года, одновременно с двумя предыдущими — шестым «Mash Off» и пятым «The First Time», хотя пятый был закончен уже на следующий день.. Съёмки седьмого завершились 1 ноября 2011 года.
Иэн Бреннан, один из создателей сериала, в интервью TV Guide рассказал, что в эпизоде будут объявлены результаты сразу двух выборов: президента старших классов и дополнительных выборов в конгресс, а школа Маккинли станет одним из избирательных участков. Он также добавил, что в результатах ожидается «неожиданный поворот» .
В качестве приглашённых актёров в эпизоде появились Икбал Теба в роли директора Фиггинса, Идина Мензель в роли Шелби Коркоран, Дамиан Макгинти в роли Рори Фланагана и Дот Джонс в роли тренера Шэнон Бист, Джош Сассман в роли школьного корреспондента Джекоба Бена Израэля, Майк О’Мэлли в роли Барта Хаммела, Лоурен Поттер в роли черлидерши с синдромом Дауна Бекки Джексон, школьный преподаватель миссис Хэгберг, роль которой исполнила Мэр Гиллис. Возвращаются также Эрик Браскоттер в роли Кутера Менкинса, который стал яблоком раздора между Сью Сильвестр (Джейн Линч) и тренером Бист, и Ванесса Ледженс в роли Шугар Мотта, участницы второго хора школы Маккинли.
В эпизоде была исполнена кавер-версия песни «I Kissed a Girl» певицы Кэти Перри, которая уже звучала в сериале в пилотном эпизоде, где её спела Тина Коэн-Чанг (Дженна Ашковиц) во время прослушивания в хор. Наей Риверой и Идиной Мензель также была исполнена песня «Constant Craving» певицы k.d. lang. Дот Джонс во второй раз спела в сериале, на этот раз — «Jolene»; Даррен Крисс и Крис Колфер спели цензурированную версию песни «Fuckin' Perfect» под названием «Perfect» певицы Pink; Кори Монтейт спел первую в сезоне сольную партию — «Girls Just Want to Have Fun», а Марк Саллинг — вторую подряд, «I’m the Only One».